# كريستيانا هوت
كريستين هاث (بالألمانية: Christiane Huth)‏ هي مجدفة ألمانية، ولدت في 12 سبتمبر 1980 في زول في ألمانيا.

## وصلات خارجية
- كريستيانا هوت على موقع الاتحاد الدولي للتجديف (الإنجليزية)
- كريستيانا هوت على موقع اللجنة الأولمبية الدولية (الإنجليزية)
- كريستيانا هوت على موقع أوليمبيديا (الإنجليزية)